# Autódromo Internacional El Jabalí
El Autódromo Internacional El Jabalí es el primer autódromo de Centroamérica. Fue inaugurado el 18 de febrero de 1979. El autódromo se ubica en el Departamento de La Libertad, en el distrito de Quezaltepeque, en el cantón Primavera; aproximadamente, a 25 minutos de San Salvador, capital de El Salvador. El circuito tiene una longitud de 3,25 kilómetros y contiene subidas, bajadas, puntos ciegos, curvas pronunciadas y rectas en las que se alcanzan los 275 km/h (dependiendo de la categoría).

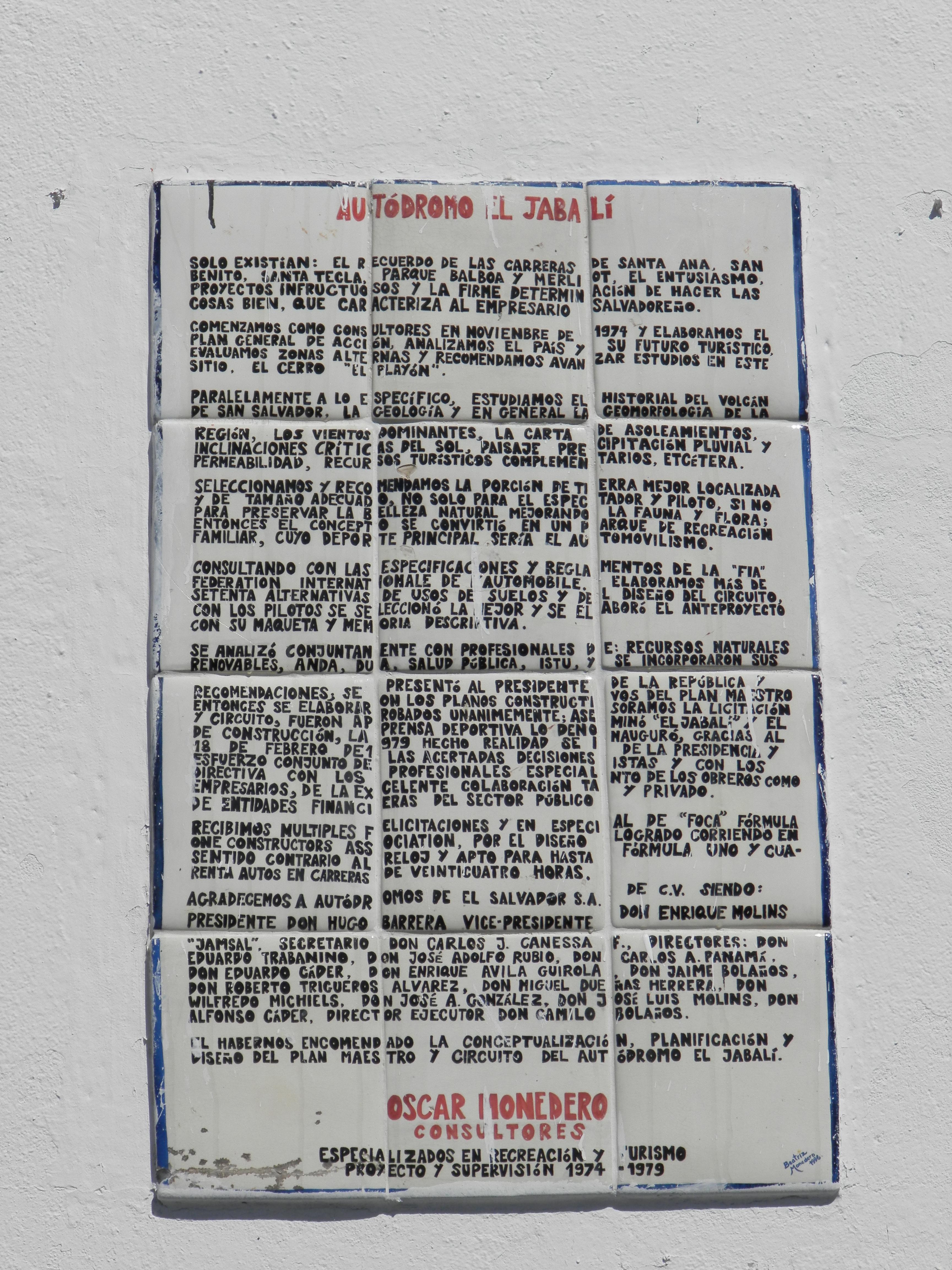
Placa de información ubicada en la torre de control de El Jabalí

## Información general
Debe su nombre a que el circuito está justo enfrente del Jabalí, un volcán joven e inactivo que forma parte del cuerpo de masas del volcán de San Salvador. El autodromo está construido sobre las faldas del volcán el Playón, un volcán secundario del volcán de San Salvador. 
Su longitud es de 3,250 m de rodaje y su ancho de 10-12 m. El diseño logrado es apto para 40 autos de carreras en competencias de 24 horas, y el circuito cuenta en la mayor parte de la pista con hombros de 3 metros para que un piloto pueda salir de la pista si sufre un accidente. El asfalto es especial para pistas de carreras, conserva la primera y única torre de control de 6 niveles (5 al principio) así como los circuitos de primera categoría. Su ubicación exacta es en el km 34 ½ de la autopista que conduce desde Quezaltepeque al desvío de San Juan Opico. Existen 2 accesos al recinto y 2 entradas a las localidades (Panorámico y Pit stop). Las instalaciones del autódromo tienen capacidad para 8,000 espectadores.

## Récords a una vuelta

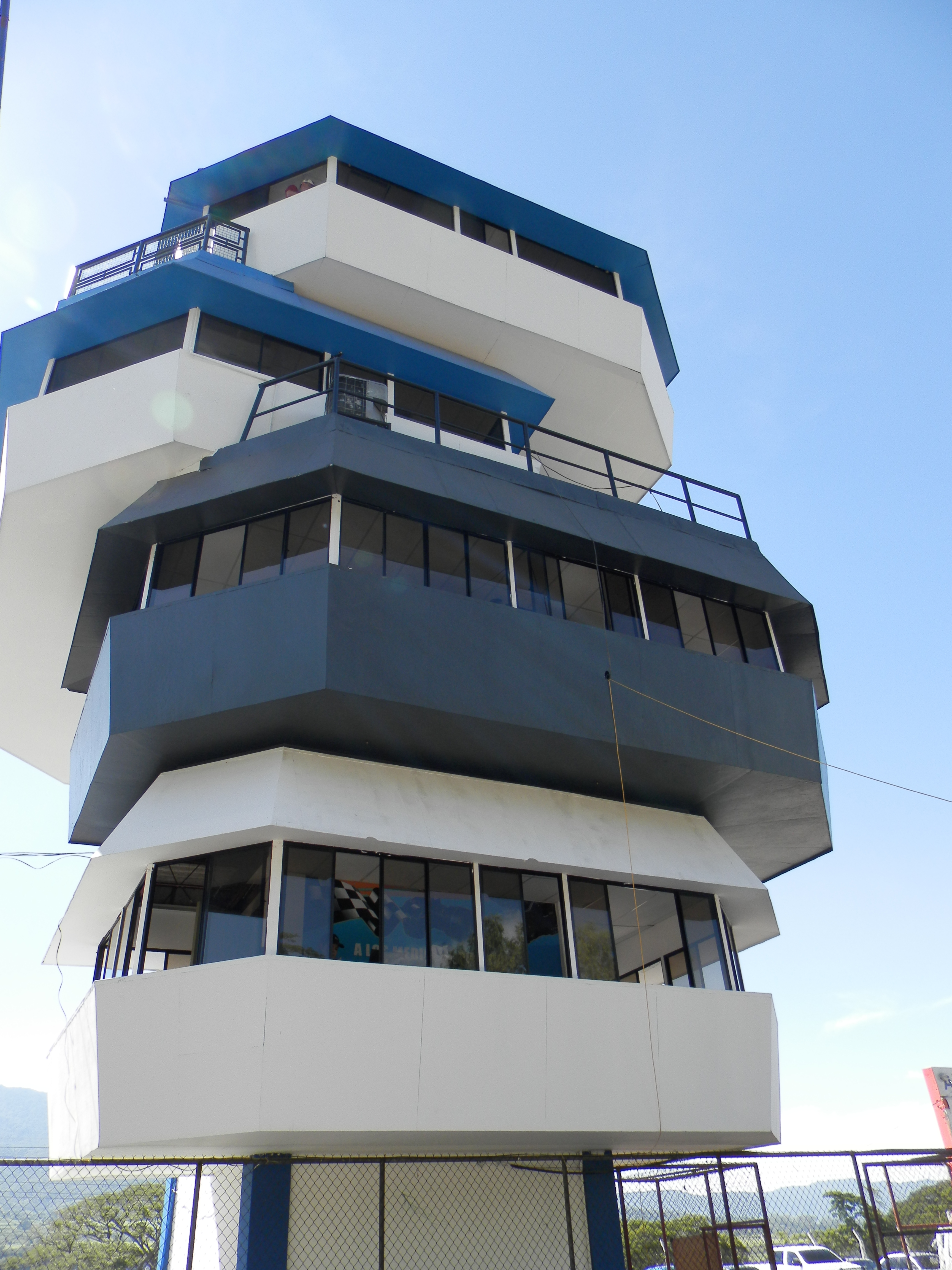
Torre de control Autódromo El Jabalí

| Posición | Piloto               | Tiempo  | Vehículo                       | Nacionalidad |
| -------- | -------------------- | ------- | ------------------------------ | ------------ |
| 1        | Mauricio Roque       | 1:24.16 | Porsche 911 GT3 R              | Guatemala    |
| 2        | Juan Diego Hernández | 1.24.75 | Jaguar XKR GT1 (Trans-AM Mod.) | Guatemala    |
| 3        | Carlos Zaid          | 1:25.43 | Ferrari 458 GT3                | Guatemala    |
| 4        | Milo Valverde        | 1.25.52 | Toyota Supra GT1               | Costa Rica   |
| 5        | Koky Trejos          | 1:25.70 | Porsche 996 RSR                | Costa Rica   |
| 6        | Enrique Saravia      | 1:25.79 | Corvette C6 GT1                | Guatemala    |
| 7        | Javier Quiroz        | 1:26.15 | Toyota Supra GT1               | Costa Rica   |
| 8        | Solly Betesh         | 1:26.39 | Audi R8 LMS Ultra GTE          | Panamá       |
| 9        | Rolando Saca         | 1:26.42 | Audi R8 LMS Ultra GTE          | El Salvador  |
| 10       | Víctor Tarazi        | 1:26.44 | Camaro Z28 GT1                 | El Salvador  |

## La pista 1/4 de milla
El autódromo dispone de una recta de 1,100 metros de extensión de los cuales se ocupan solo 800 metros para los 1/4 de milla. Gracias a esta recta se puede desarrollar el evento del campeonato de 1/4 de milla. El circuito en si corre en sentido horario, al igual que la recta para los 1/4 de milla.
La configuración de la pista de 1/4 de milla en El Jabalí es posible gracias al circuito que es el más largo y difícil de Centroamérica debido a que la pista contiene subidas, bajadas, puntos ciegos, curvas pronunciadas y rectas en las que se alcanzan los 275 km/h 
En todas las temporadas ocurren accidentes por lo difícil del circuito, las curvas 1, 3, 5 y 7 obliga a los pilotos a que realicen más prácticas y a que estudien muy bien el circuito.
La pista para 1/4 de milla es utilizada además de ACES que organiza sus “Noches de Echadas”, por promotores externos: DRAGWARS , ASA y Guerra De Motores que tiene desde el año 2015 organizando su campeonato oficial en el autódromo y ocupando sistema de medición con semáforo profesional. 
El récord de pista oficial en 1/4 de milla, lo ostenta el piloto guatemalteco Aldrin Franco en un Honda Civic EF motor BSeries Turbo con más de 600 WHPs, con un tiempo de 11.18 segundos, registrados en una Guerra De Motores. 
El salvadoreño más rápido en esta pista es Rolando Rendón con su Camaro Z28, su mejor tiempo es de 11.53 segundos.

## Otros eventos
En el circuito se llevan a cabo exposiciones de autos deportivos, de lujo, modificados y car audio, eventos en los cuales se muestran diversos tipos de automóviles, se ofrece un ambiente de fiesta con música y patrocinadores. Es común que también se realicen competencias de arrancones, concursos y premiaciones, comúnmente acompañado de la asistencia de algunos medios y revistas especializadas en el automovilismo los cuales le dan seguimiento al evento.
Durante cada fin de semana de eventos se corren otras categorías secundarias que forman parte de la atracción. Una de ellas y la más común, y que se ha corrido en varias ediciones es la (categoría Absoluto Alfa) y también han corrido otros tipos de automóviles: sport prototipos y gran turismo, de igual forma se realizan eventos de diversas índoles dentro de las instalaciones, festivales musicales y de los patrocinadores.
- 100 km. El Salvador 30 vueltas

La competición de resistencia más larga de Centroamérica 100 km. se inició con 30 vueltas al circuito los mejores tiempos en esta modalidad son: Víctor Tarazi Jr. (47:31:043) El Salvador El segundo lugar para Mauricio Roque (48:32:968) Guatemala, el tercer lugar para Rolando Noli (48:34.673) Panamá.
- 200 km. El Salvador 60 vueltas (actualidad)

A partir del 2012 la competición de resistencia más larga de Centroamérica se extendió a 200 km. de 30 a 60 vueltas al circuito en la que participan 46 pilotos de El Salvador, Guatemala y Honduras los organizadores, les exigen a cada piloto que debe tener una preparación anímica y física acorde a las exigencias de los demás contrincantes y de la prueba, está claro que esta es una carrera de resistencia en la que hay más factores que solo la velocidad.
- Grand Prix Centroamérica

El Salvador fue sede del primer Grand Prix Central America – Speed & Fun Fest. El evento contó con la participación de experimentados pilotos que han corrido en famosas pistas como Daytona, Sebring, Le Mans, entre otras competencias de alta velocidad y resistencia. El Grand Prix Centroamérica: trata de una Carrera Internacional de fabulosos bólidos como Ferrari, Lamborghini, Porsche, Mustang y Corvette, en su mayoría de los Estados Unidos”, lo describe el un comunicado del Automóvil Club de El Salvador.
El evento también contó con una carrera Internacional de motos, rutinas de moto trial, rutinas extremas de aviones, show de paracaidismo, clínica de manejo para pilotos avanzados, entre otras actividades de entretenimiento familiar.
“Es un evento único en su clase y se realizó por primera vez en Centroamérica parte de lo recaudado ayudara a la Liga Contra El Cáncer en El Salvador, además el evento fue propicio para festejar los 40 años del Autódromo Internacional El Jabalí.
• GT Challenge de Las Américas
Durante el año 2022 se desarrolló el campeonato internacional con participación de Carlos Zaid con un Ferrari 458 (Guatemala), Juan Diego Hernández con su Jaguar XKR (Guatemala) , Adán Ramos en Porsche GT3 Cup (Guatemala), Mauricio Roque en Porsche GT3R (Guatemala), Víctor Tarazi con su Camaro Z28 (El Salvador), Rolando Saca con Audi R8 LMS Ultra (El Salvador) y Solly Betesh en Audi R8 LMS Ultra (Panamá).
El campeón fue Carlos Zaid con su Ferrari 458, destacando que durante este campeonato se rompió 5 veces el récord absoluto de pista, dos veces lo hizo Juan Diego Hernández y tres veces Mauricio Roque.

## Categorías

### Actuales
- 200 km de El Salvador
- GT Challenge de las Américas (Hasta 2022)
- All Series Botoneta C.A. Tour
- Turismo GT1 Libre, GT2, GT3, GT4, GT5 y Modificado
- Karting
- Absoluto Alfa
- GT Vintage
- Vintage
- Súper Street
- 1/4 de milla
- Súper Street Júnior
- Volkswagen
- Sport Prototipos
- Motociclismo 1000 cc, 600 cc, 300 cc y 150 cc

### Antiguos
- FIA World Challenge for Endurance Drivers | 6 Horas de El Salvador (1979)
- 4 Horas de El Jabalí - 1979
- 3 Horas de El Salvador - 1983 a 1988
- 300 km de El Salvador - 1995
- Campeonato Centroamericano de Automovilismo

## Detalles del autódromo
- Tamaño del terreno que alberga todo "El Jabalí" es de 100 manzanas de terreno.
- Largo de la pista: 3250 m, la pista más larga de Centroamérica
- Ancho de la pista: 10 a 12 metros con 3 metros de hombros a cada lado.
- Apto para 40 autos de carreras en competencias de 24 horas
- La pista más rápida por su rectas, récord de 275 km/h.
- 20 boxes dobles en sus inicios, con las remodelaciones se amplió a 25 boxes.
- Para un total de 50 escuderías y 50 pilotos.
- 4 Tribunas.
- 2 Entradas desde la autopista.
- 2 Áreas para el público (Panorámico y Pit stop).
- Estacionamiento para 1500 vehículos.
- Capacidad de aficionados: 8 mil contando las 2 zonas (Panorámico y Pit stop)

## Galería

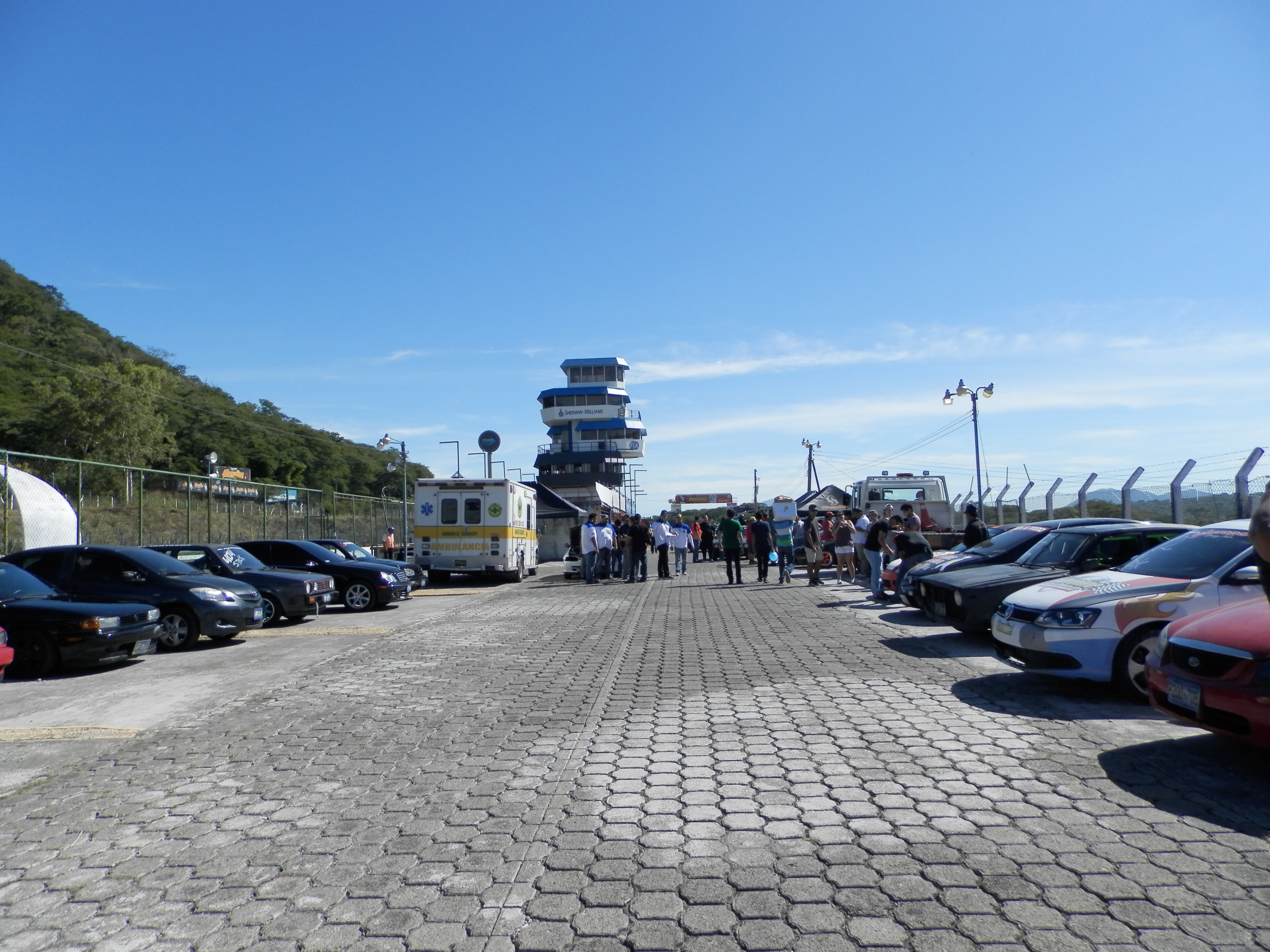
Entrada a los Pits
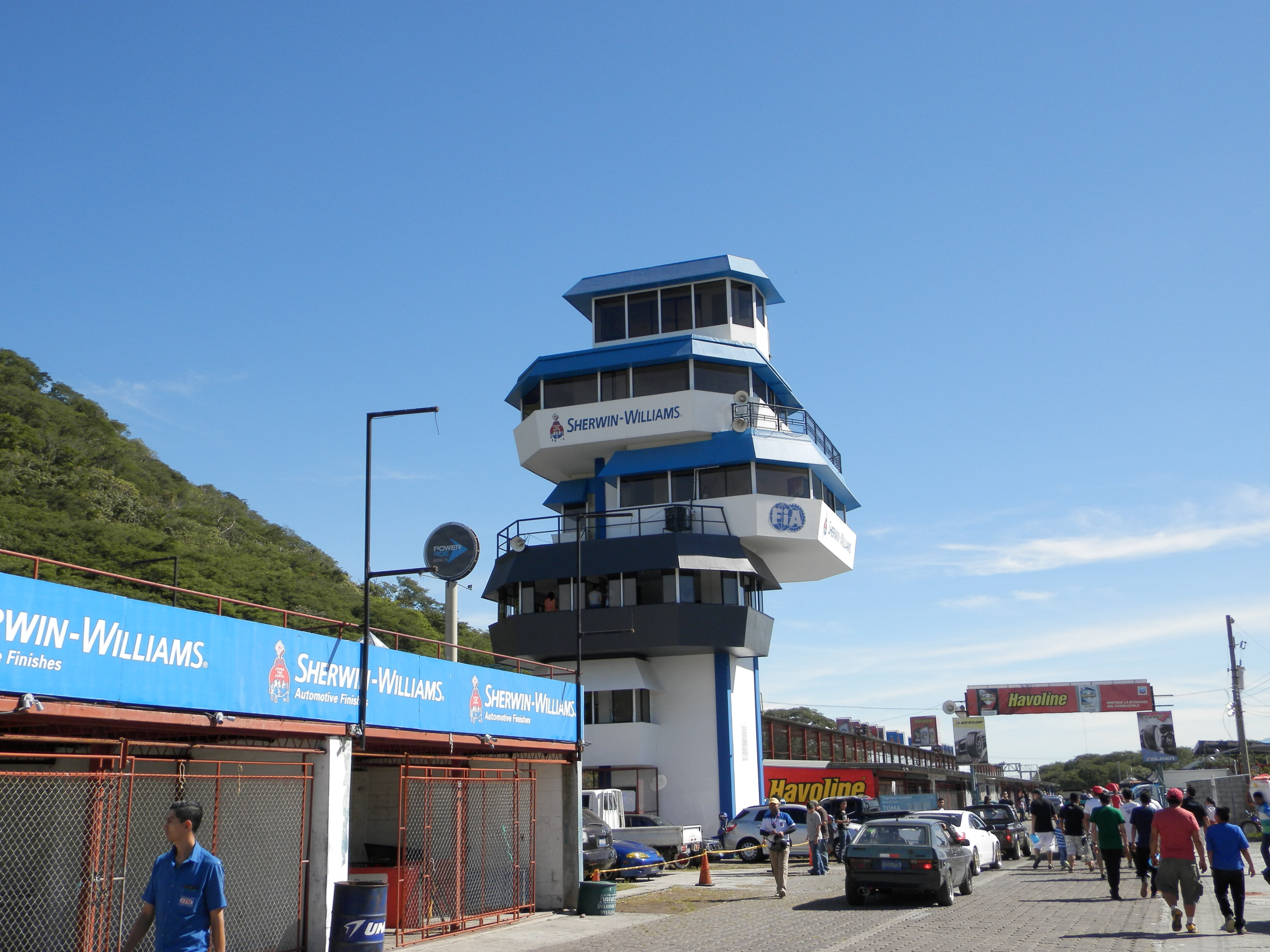
Torre de Control Autódromo
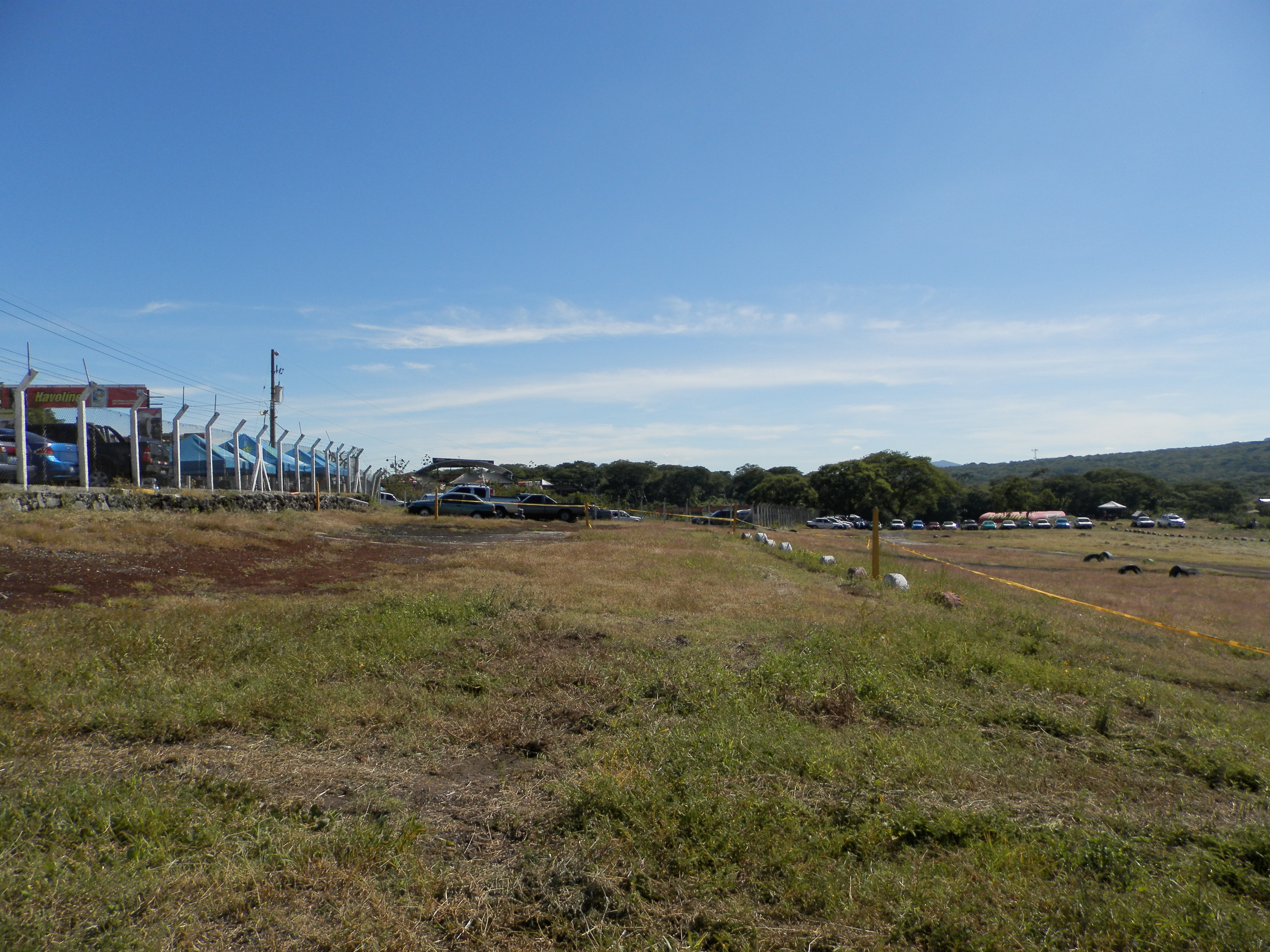
Helipuerto Autódromo
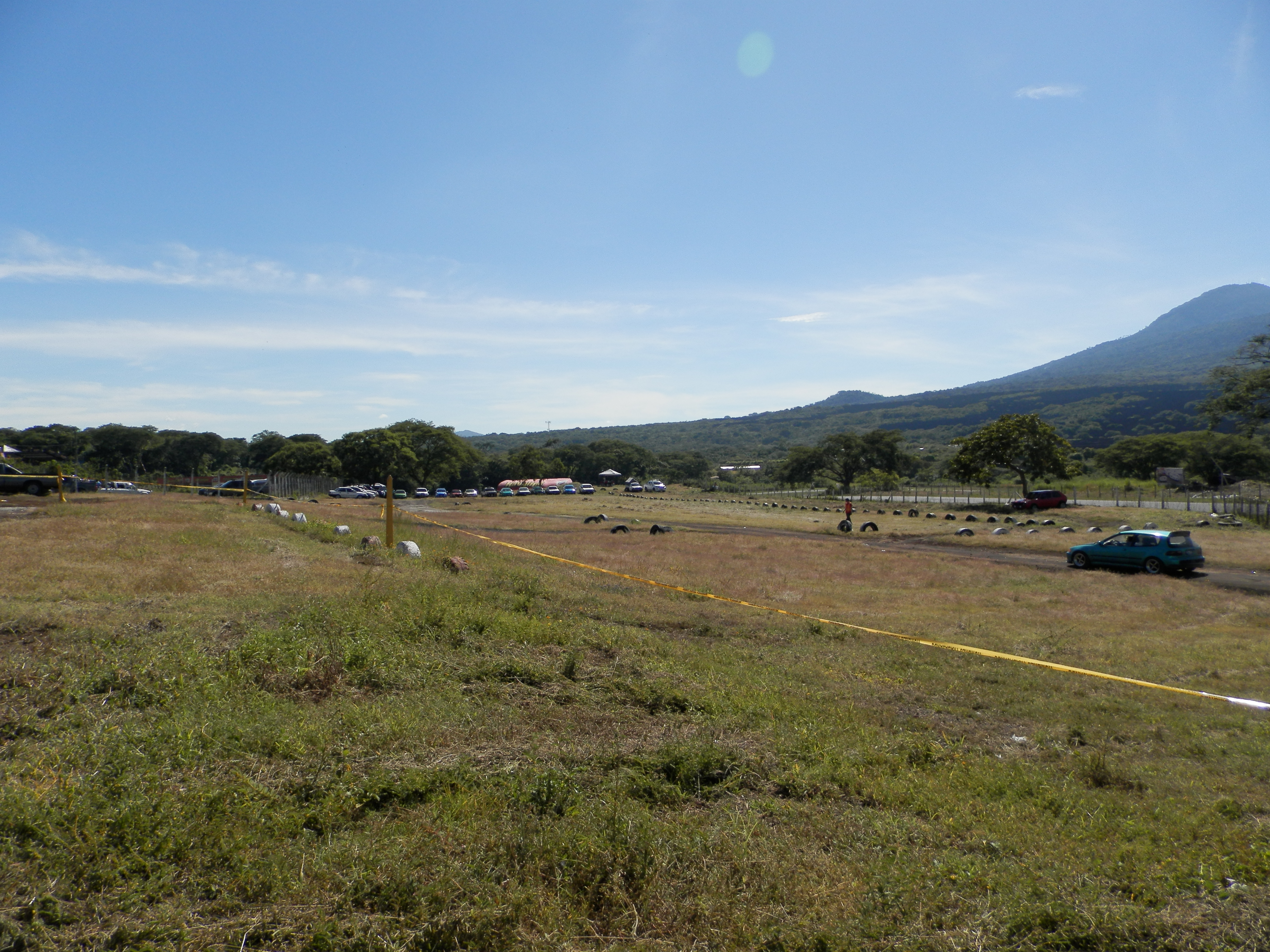
Estacionamiento Autódromo
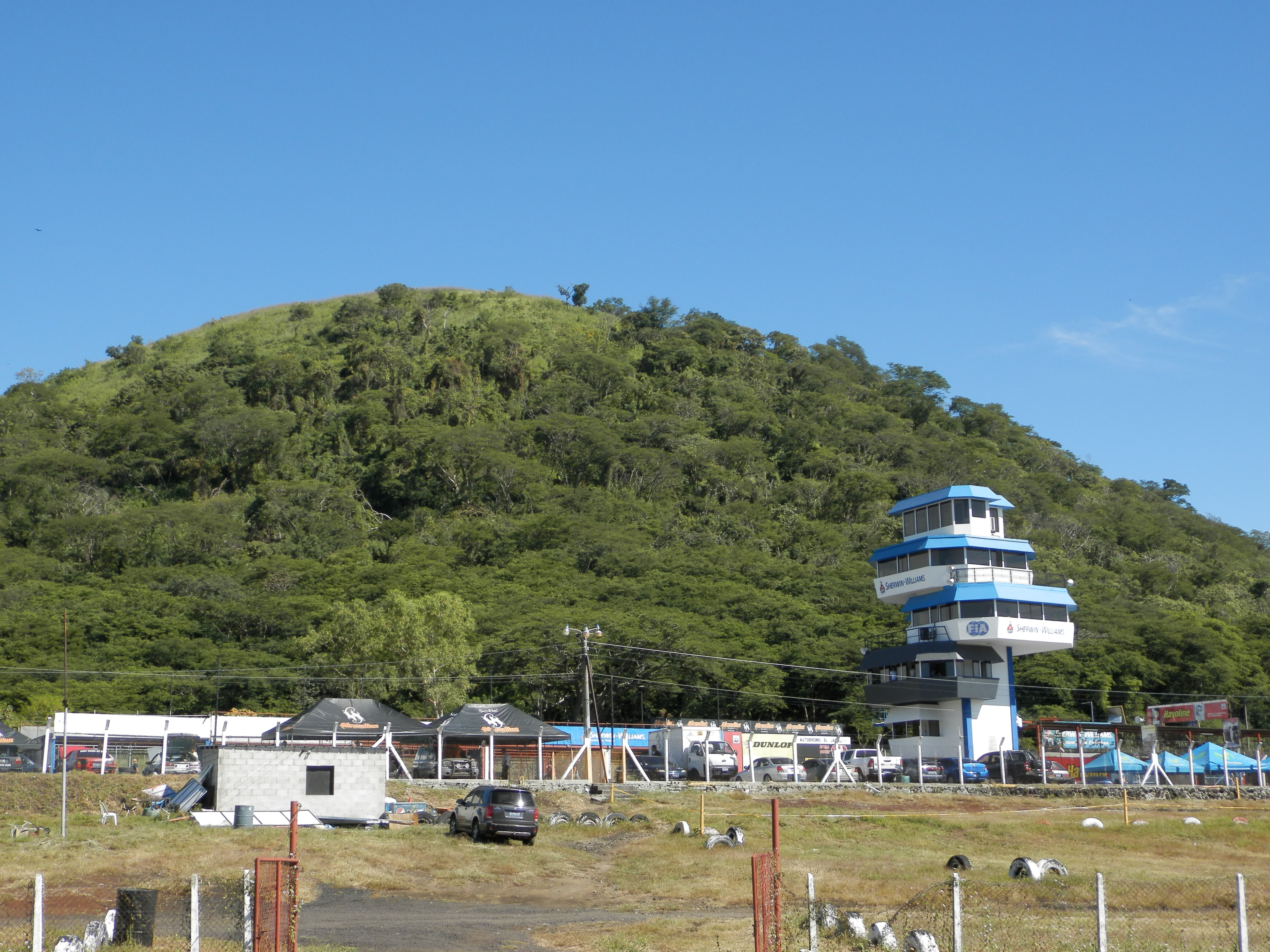
Autódromo al pie del volcán El Playon
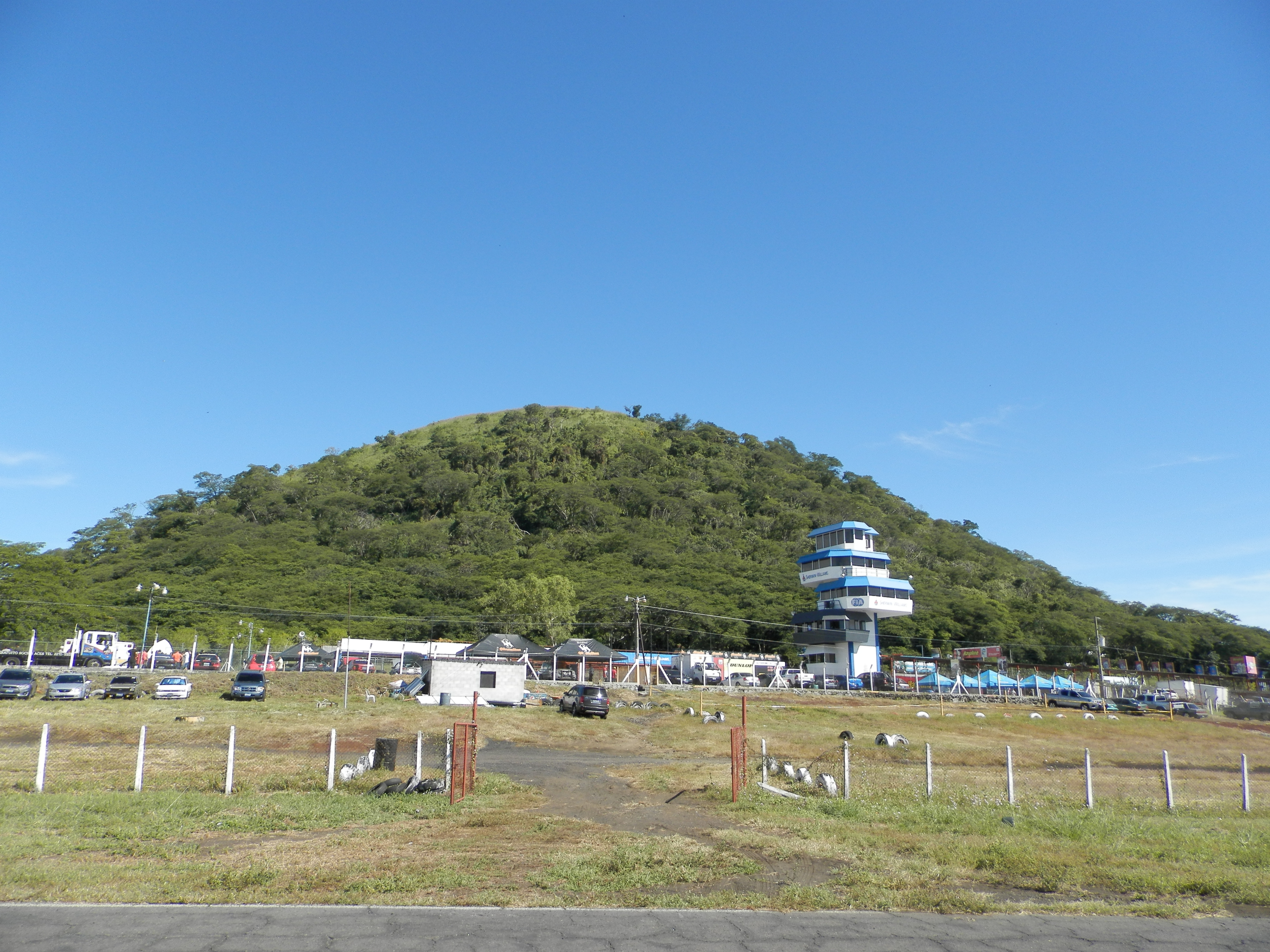
Vista del Autódromo
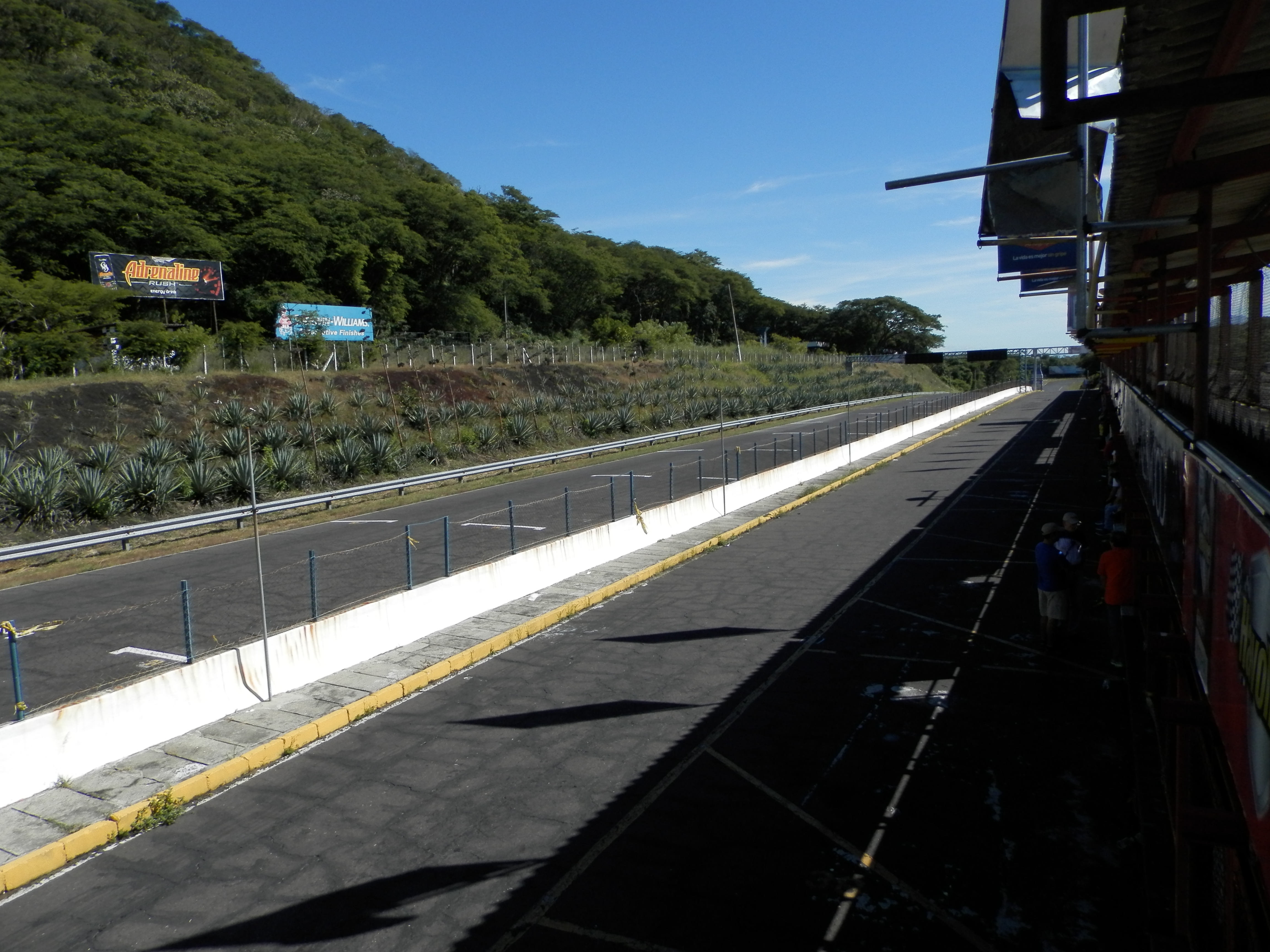
Acceso a los pits
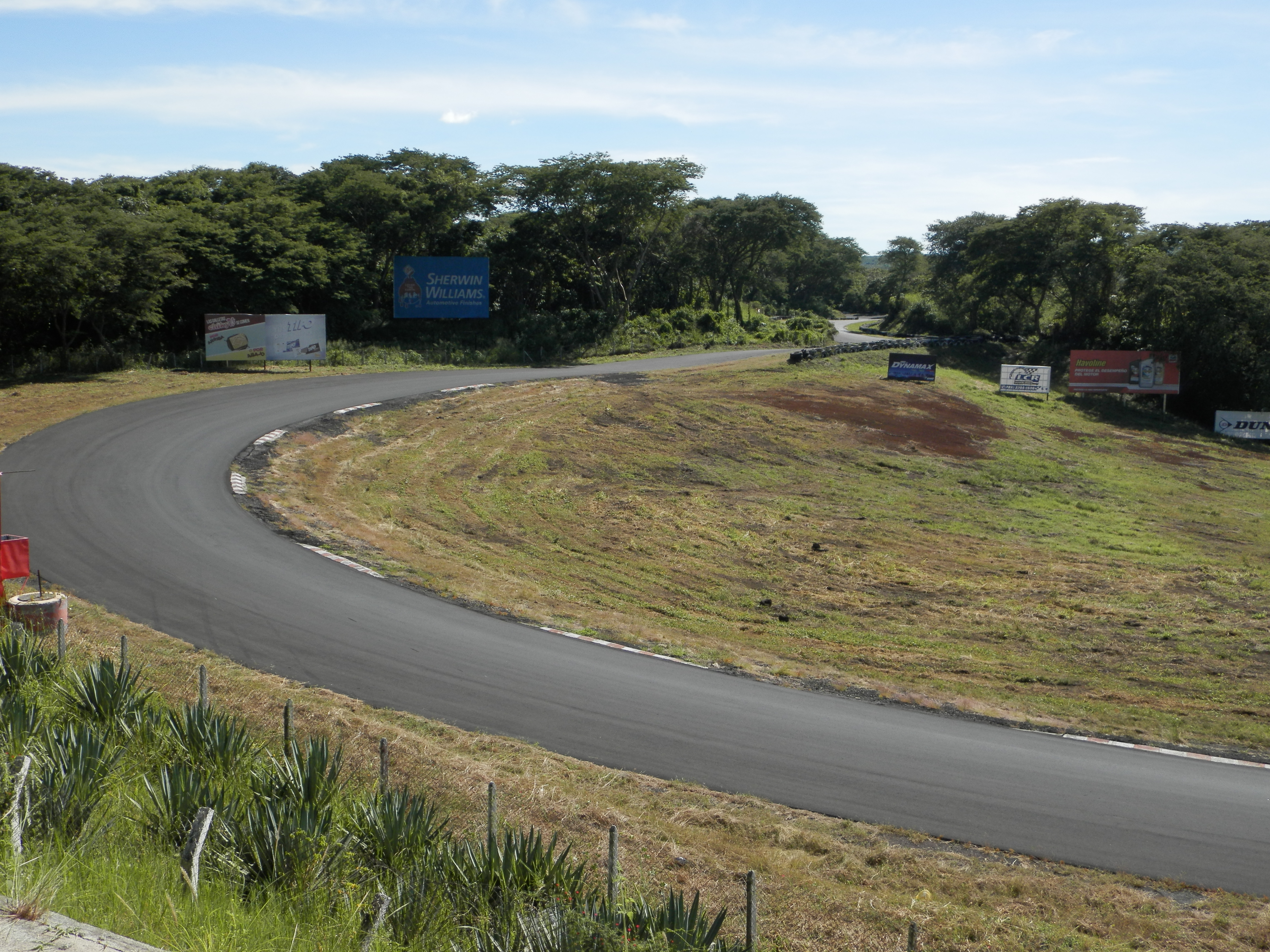
Curvas circuito Autódromo
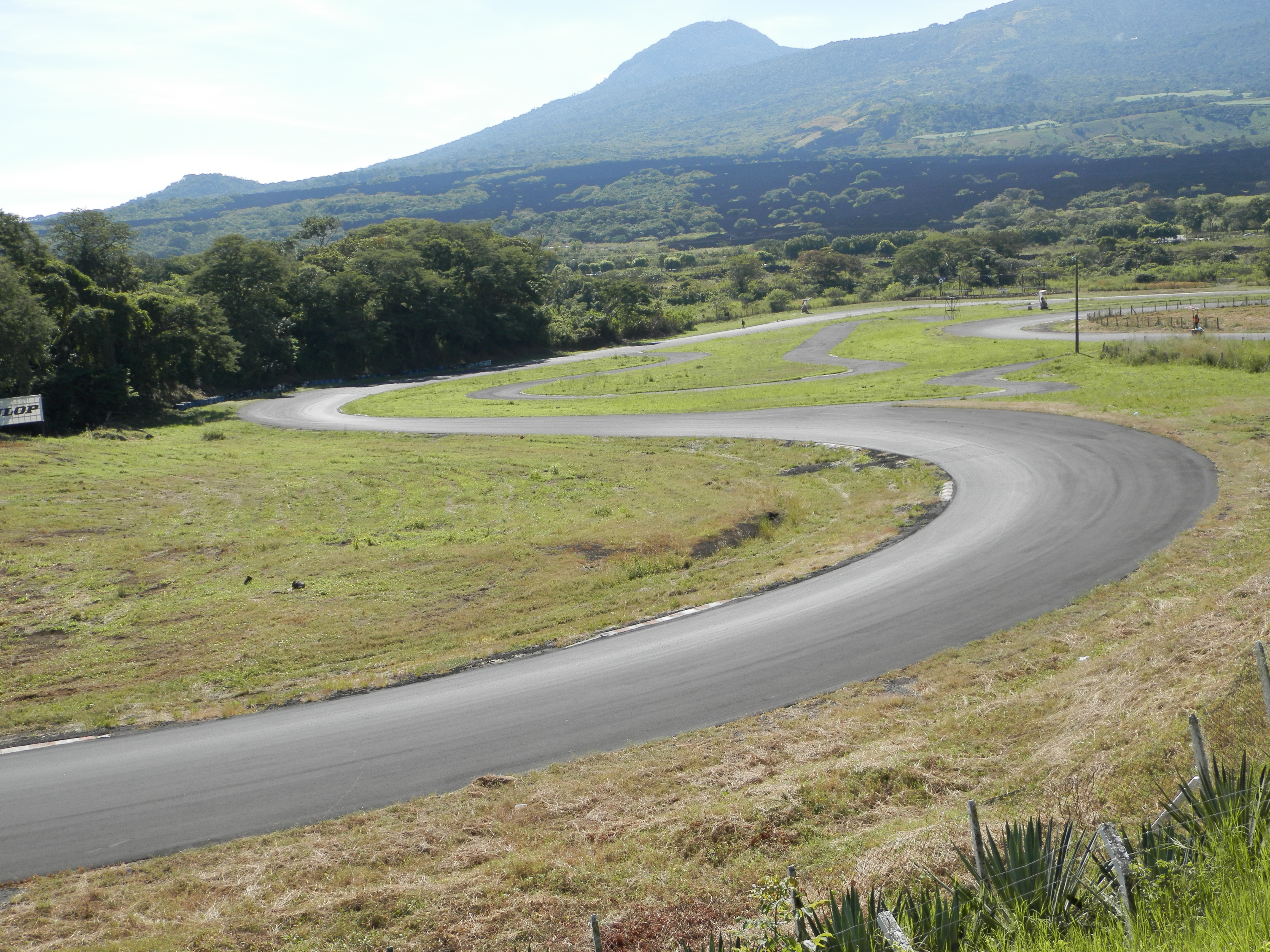
Parte del circuito Autódromo
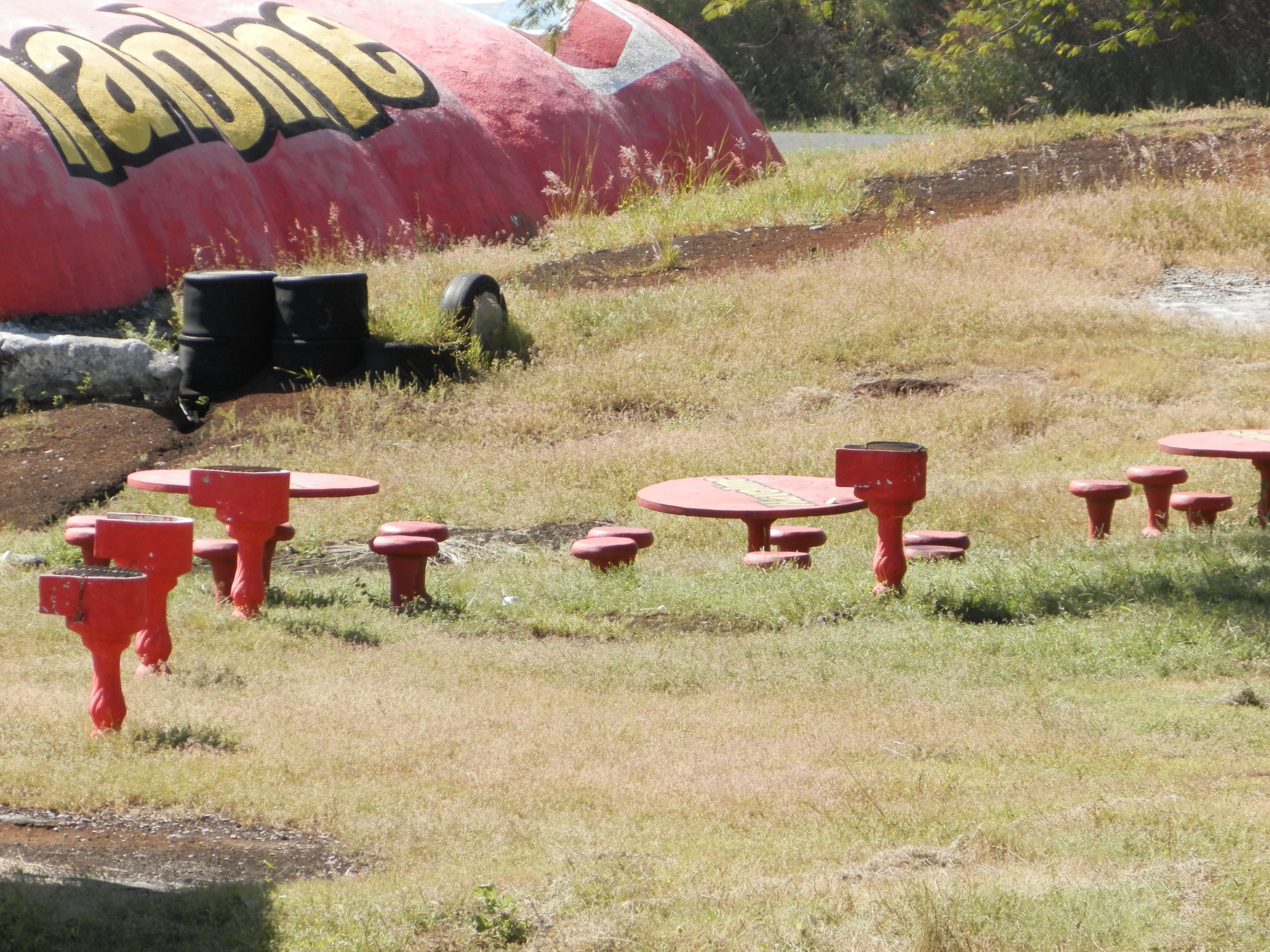
Área de picnic Autódromo
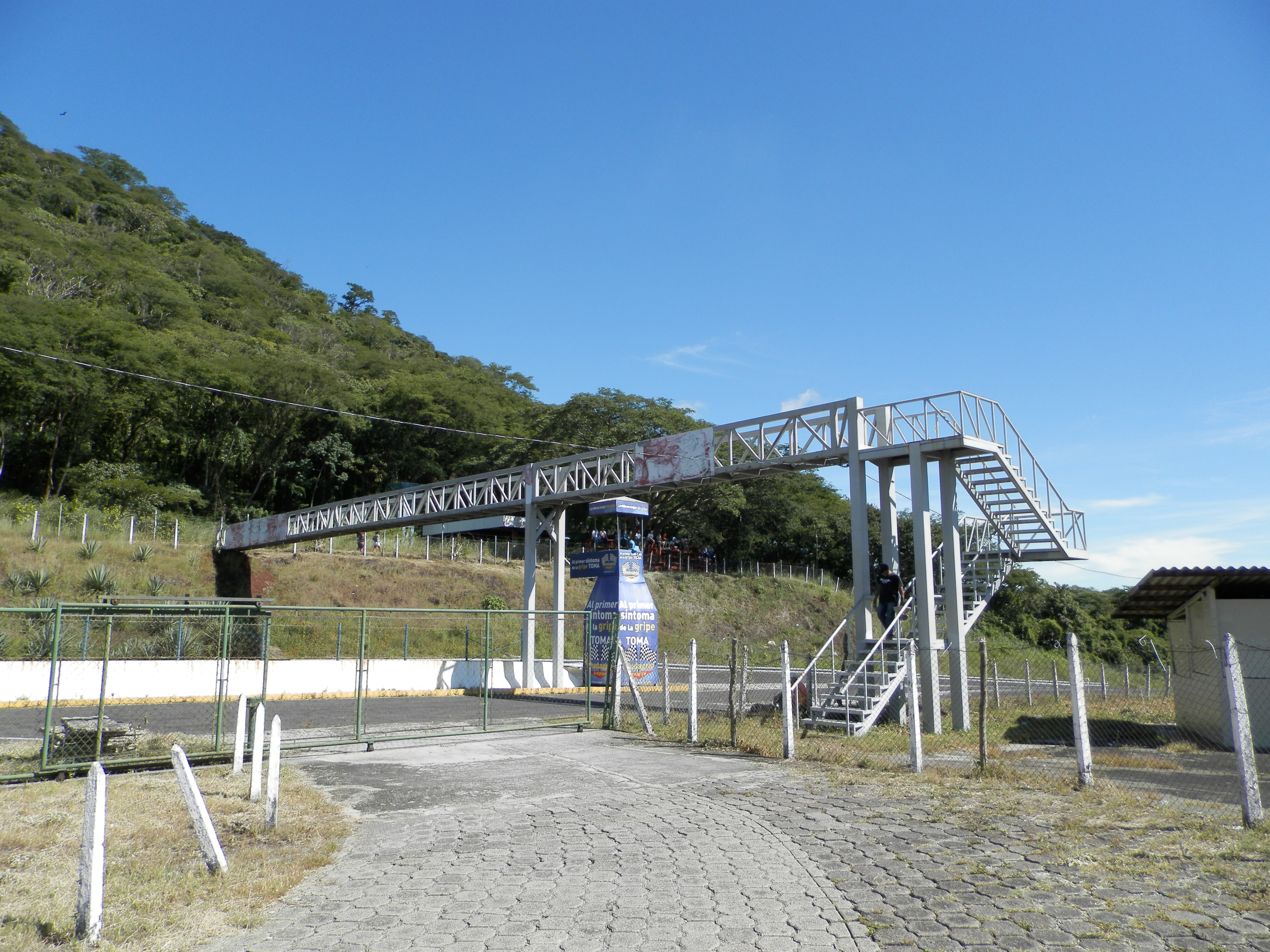
Pasarela Autódromo
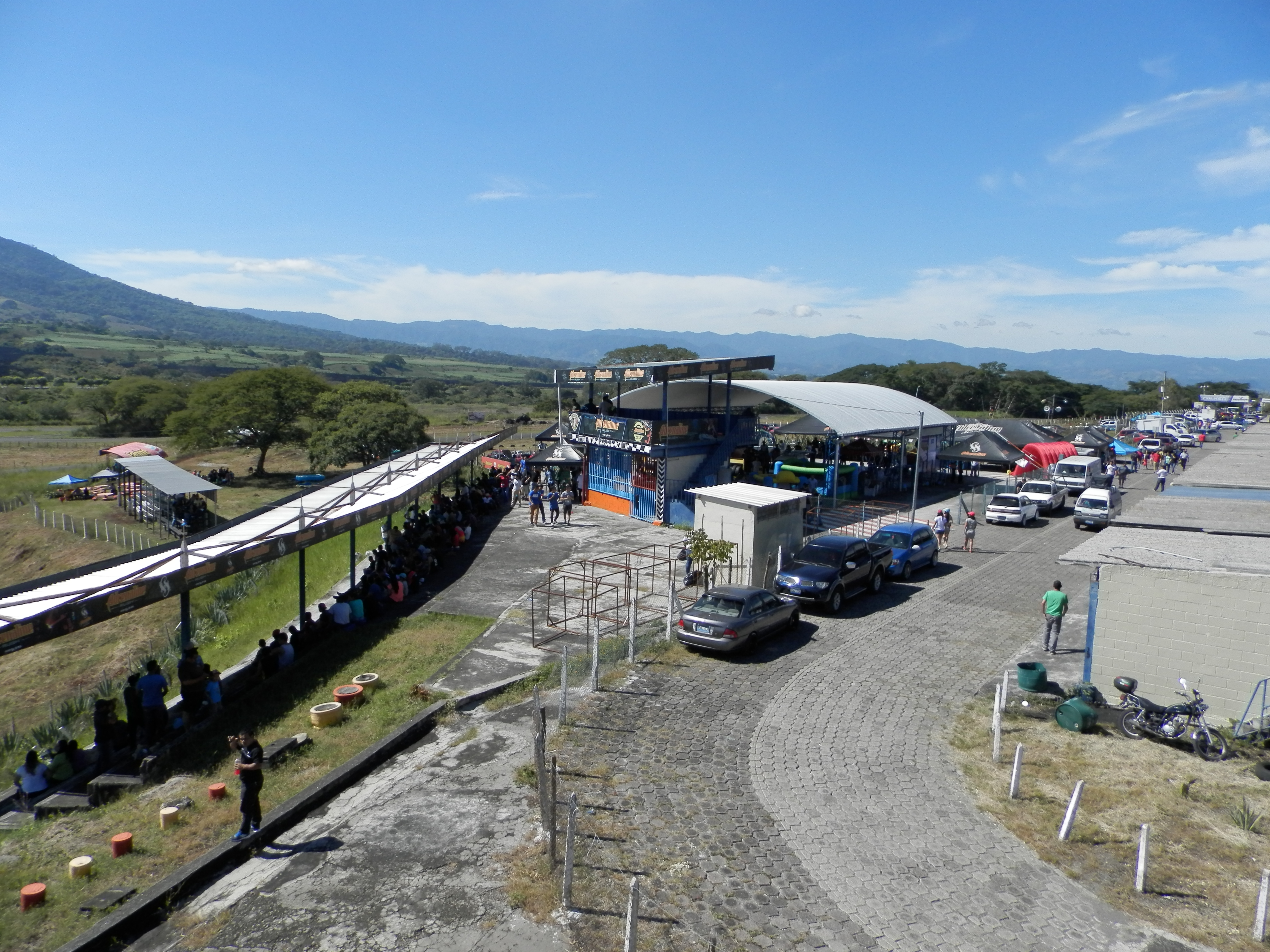
Vista de las tribunas
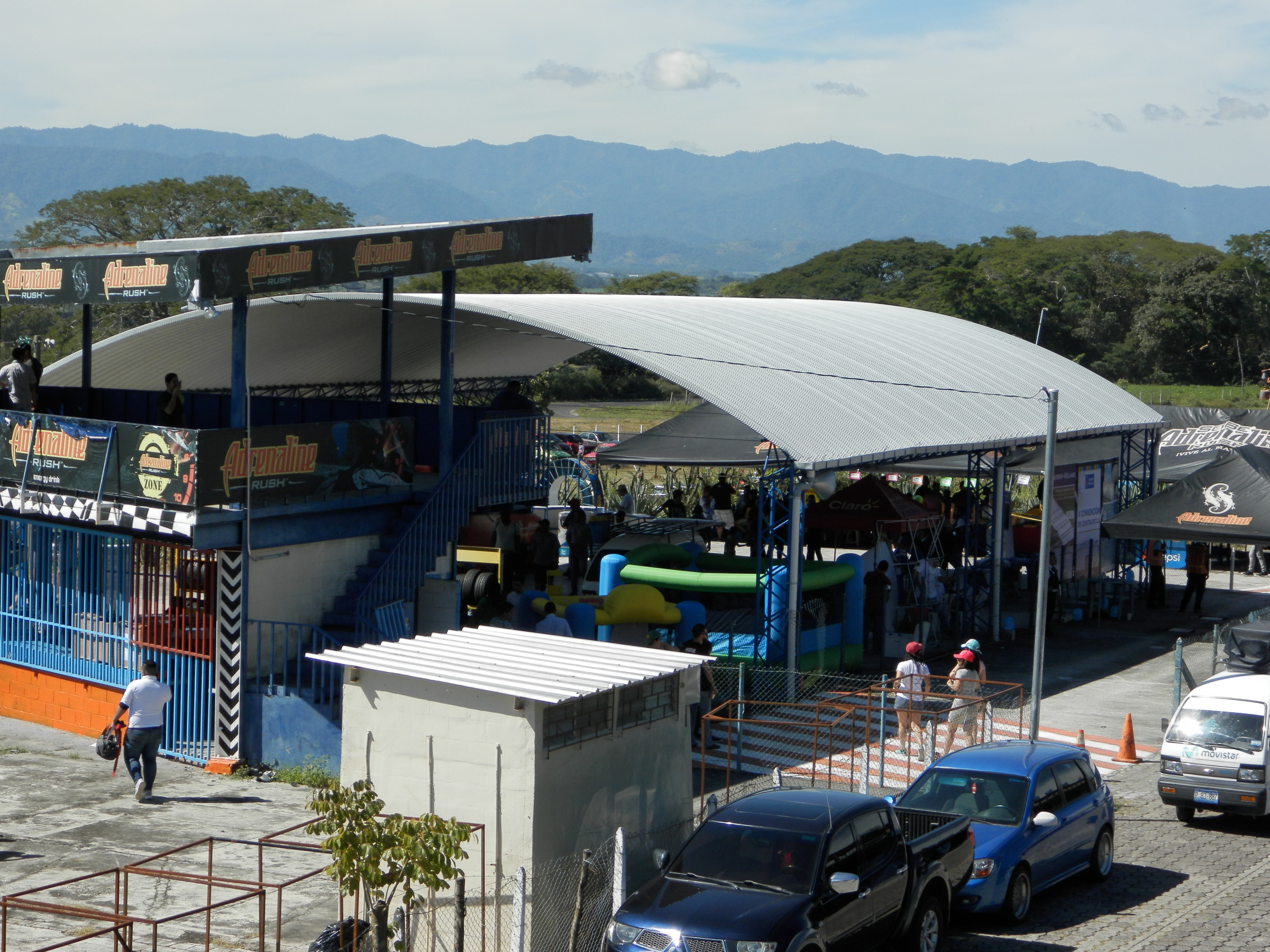
Área de patrocinadores
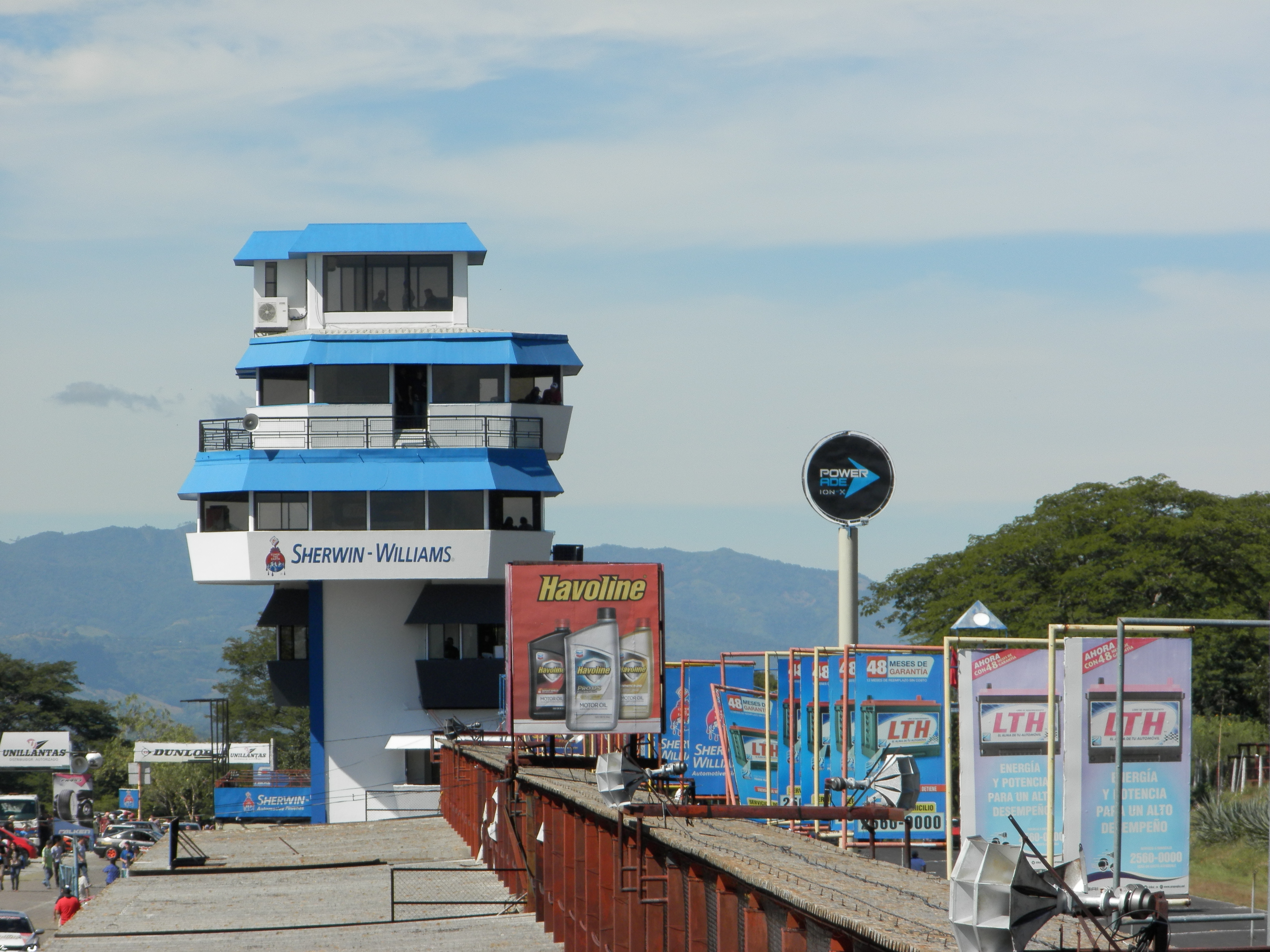
Vista de la torre a la distancia
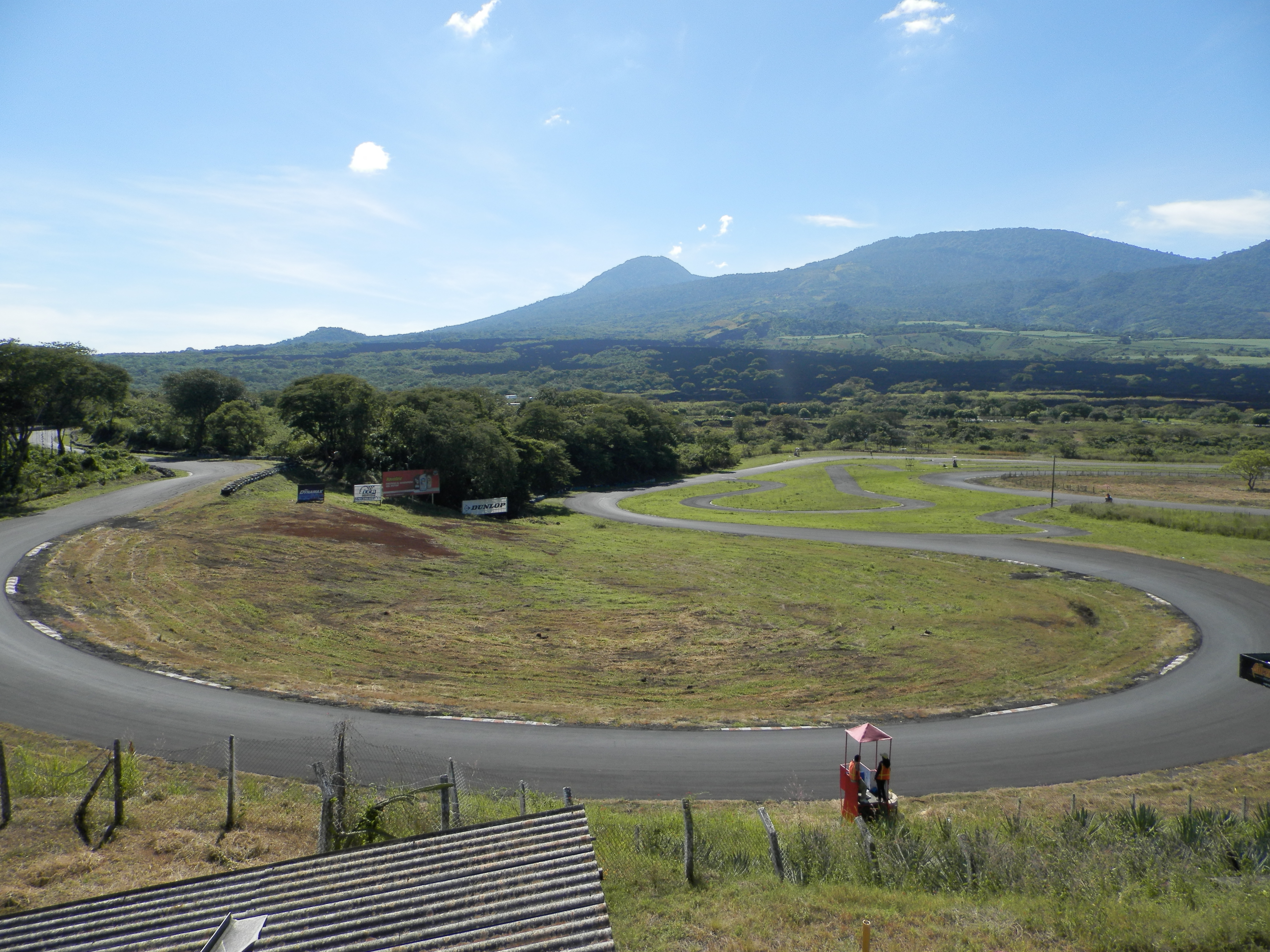
Curva 360 Autódromo
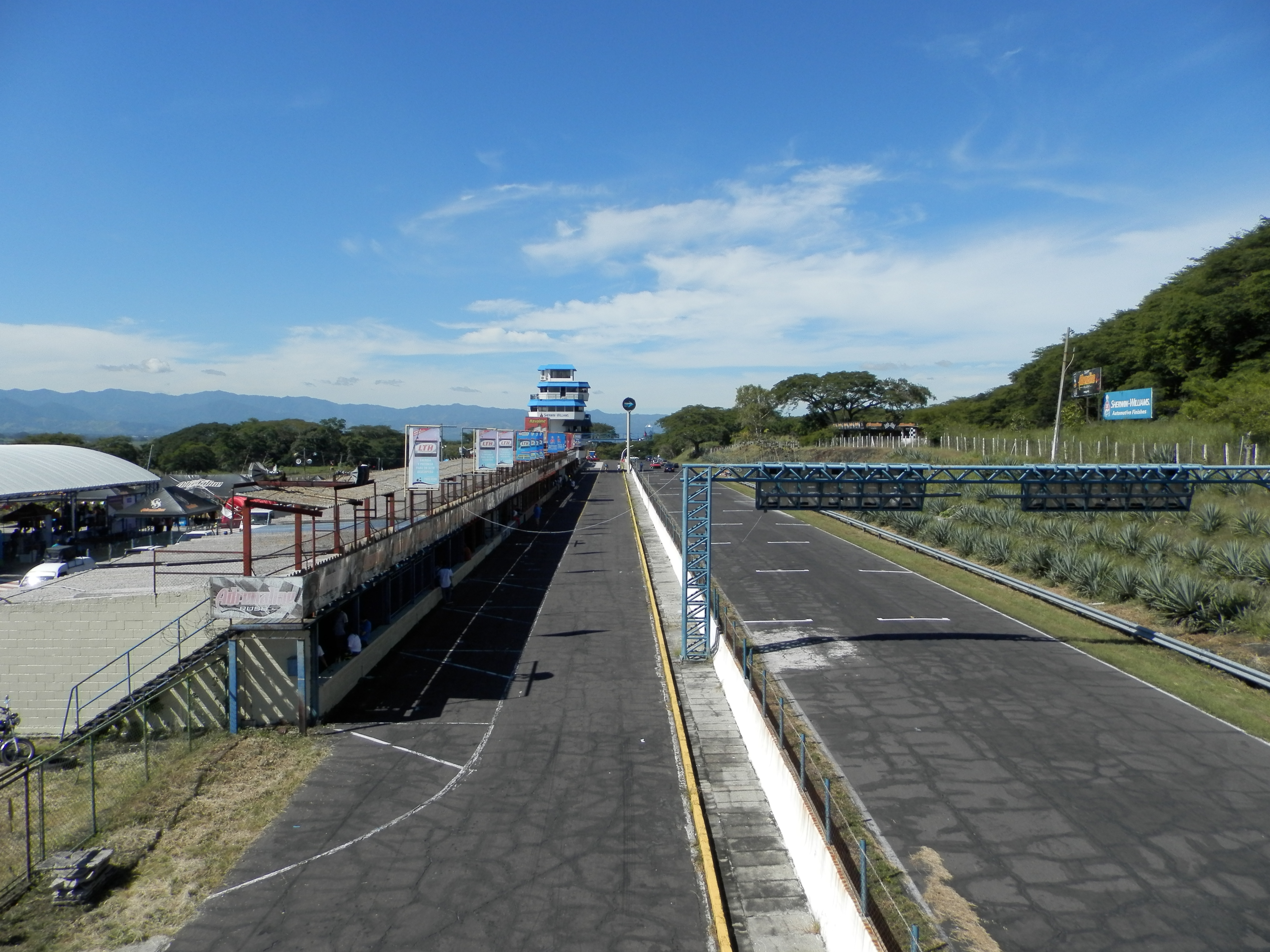
Vista del acceso a los pits y la pista
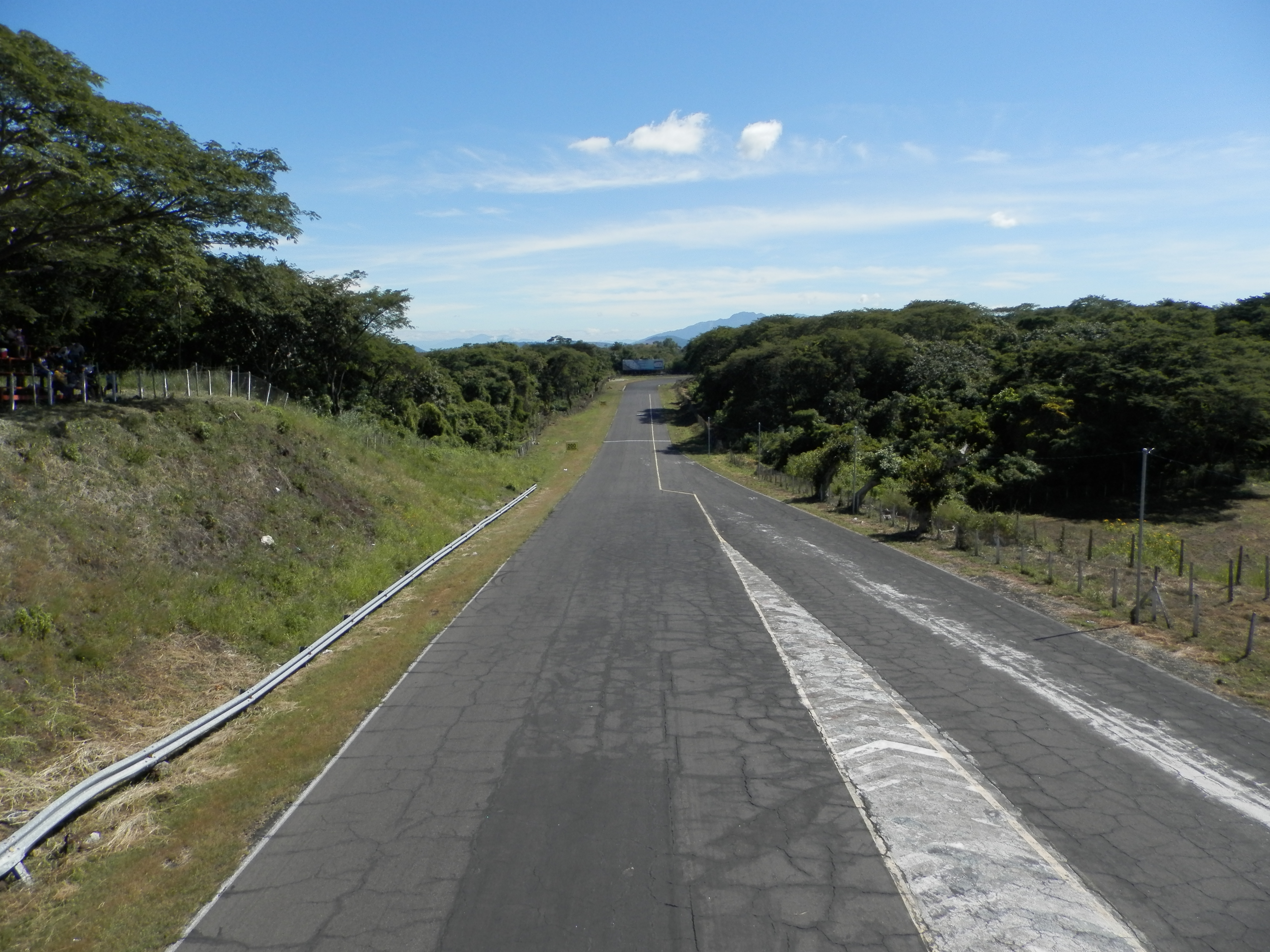
Parte de la recta Autódromo
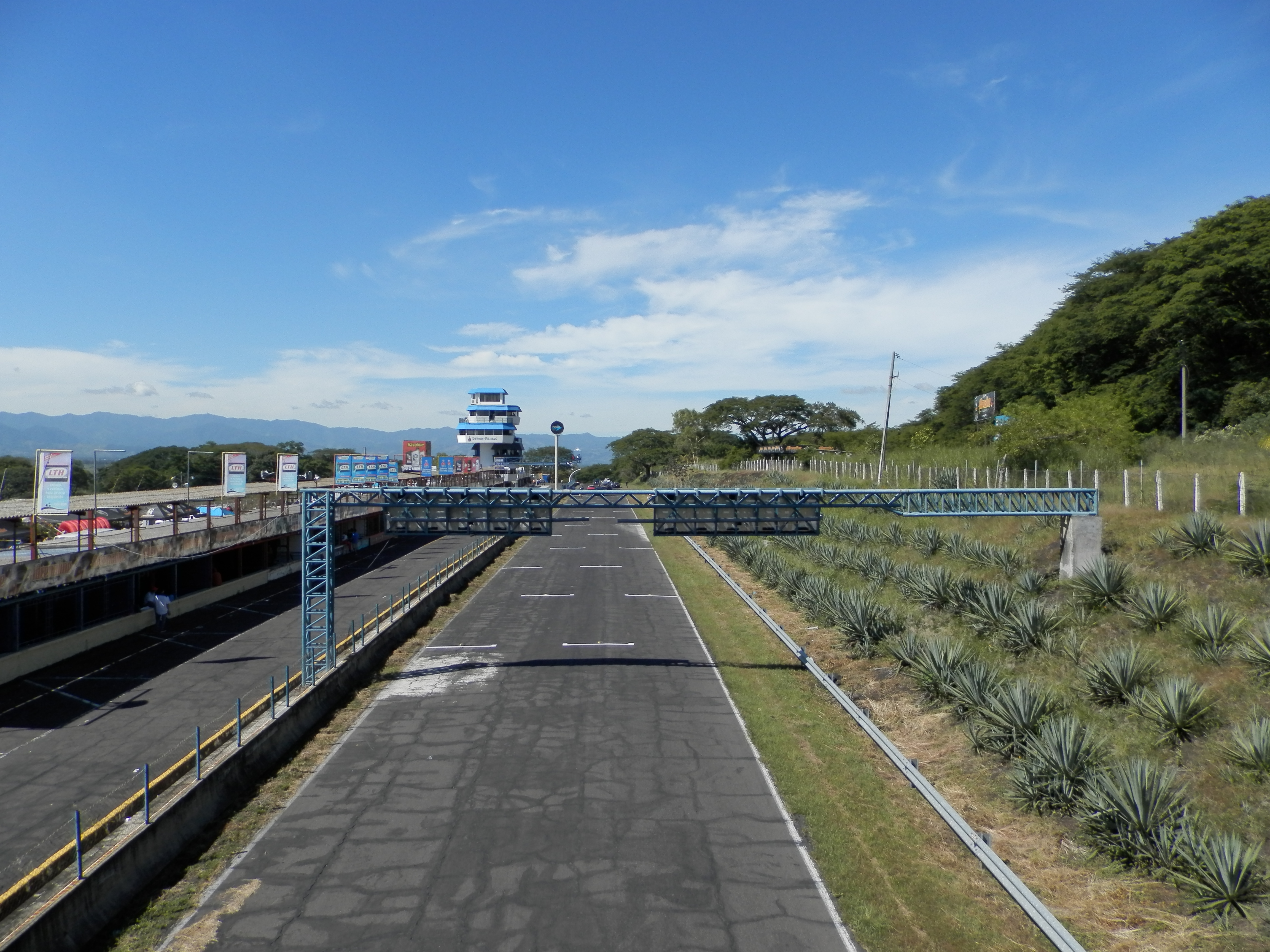
Meta Autódromo
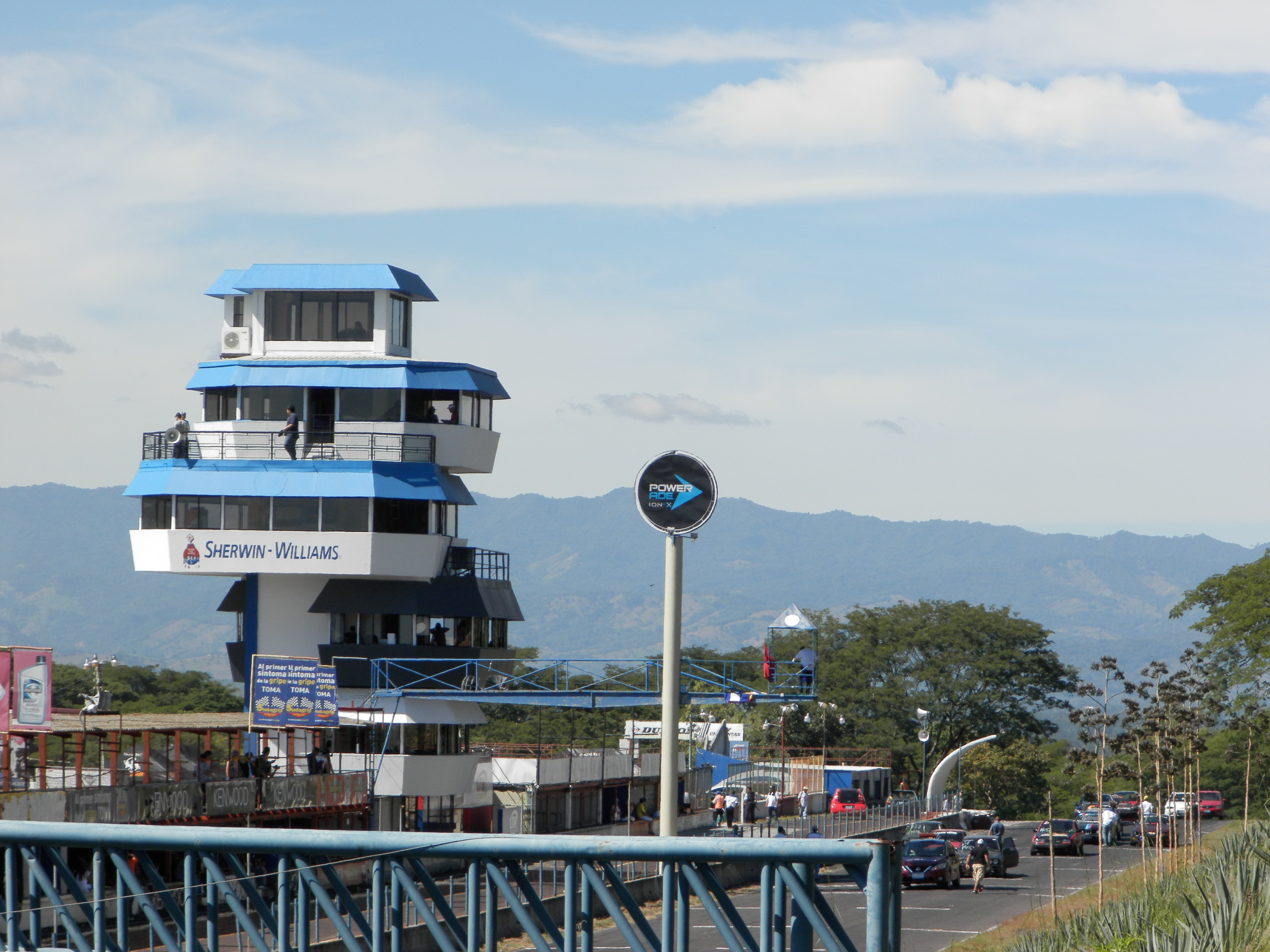
Torre y banderillazo
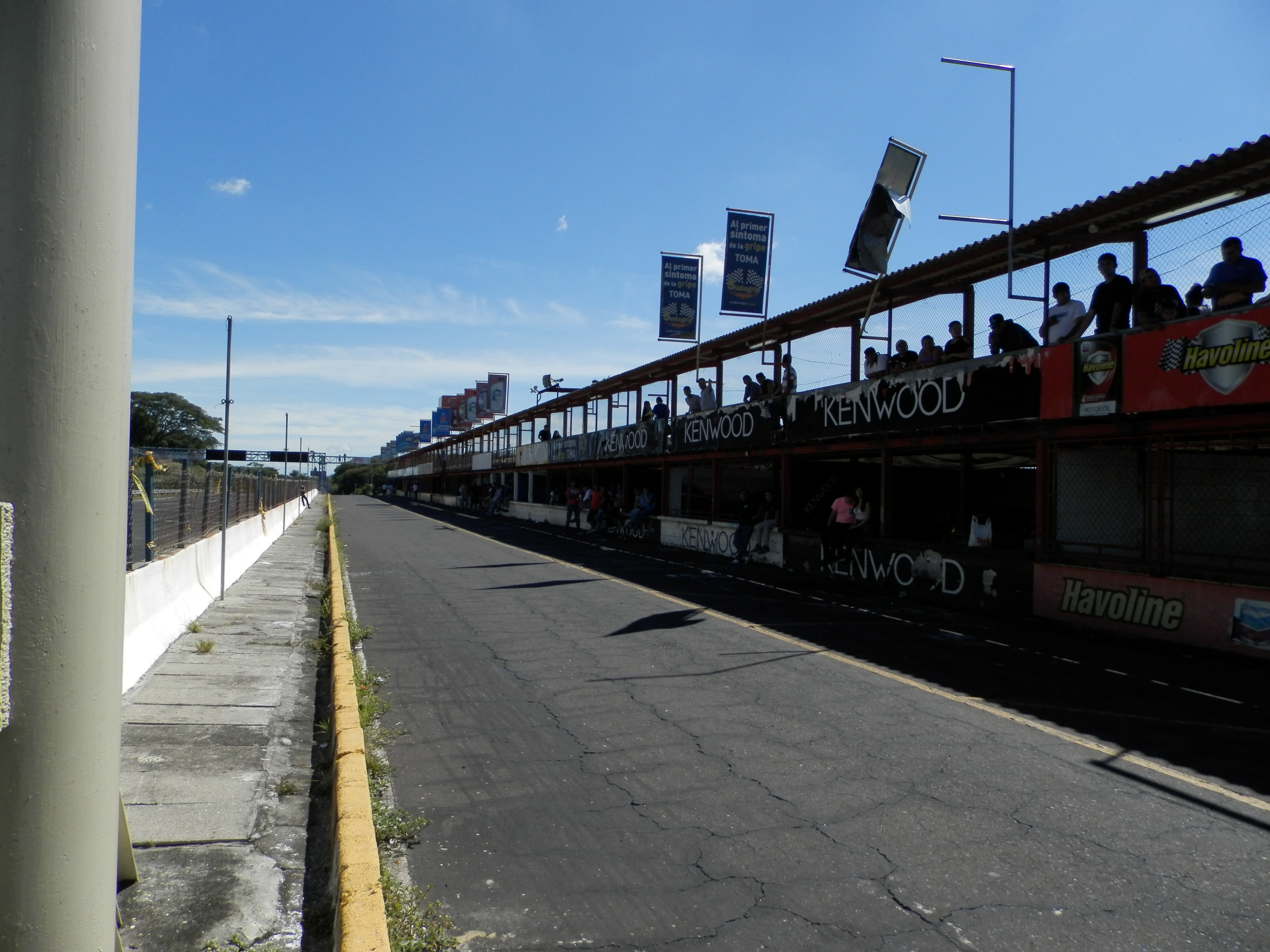
Vista del mirador y los pits
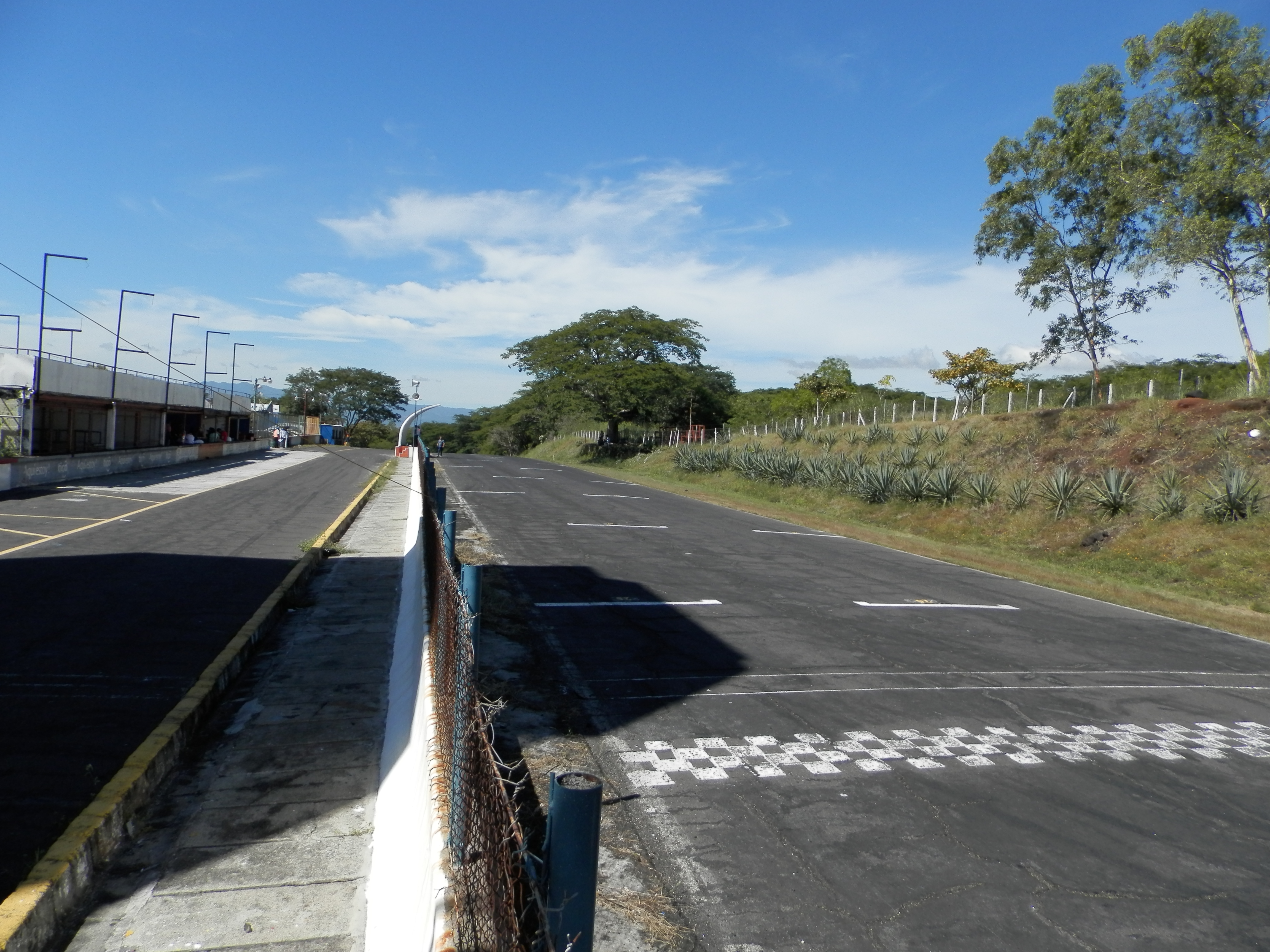
Línea de meta circuito
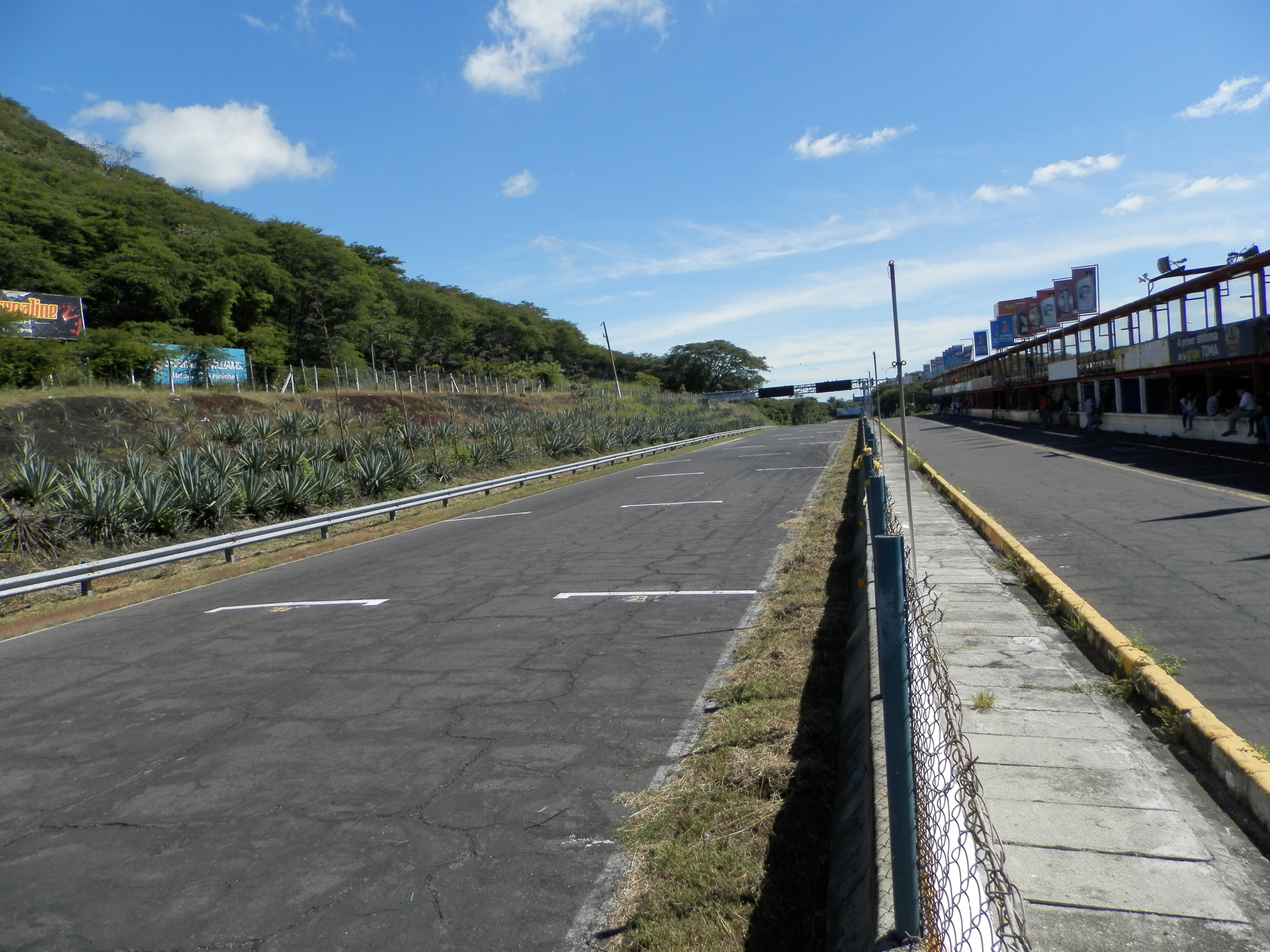
Posiciones de salida
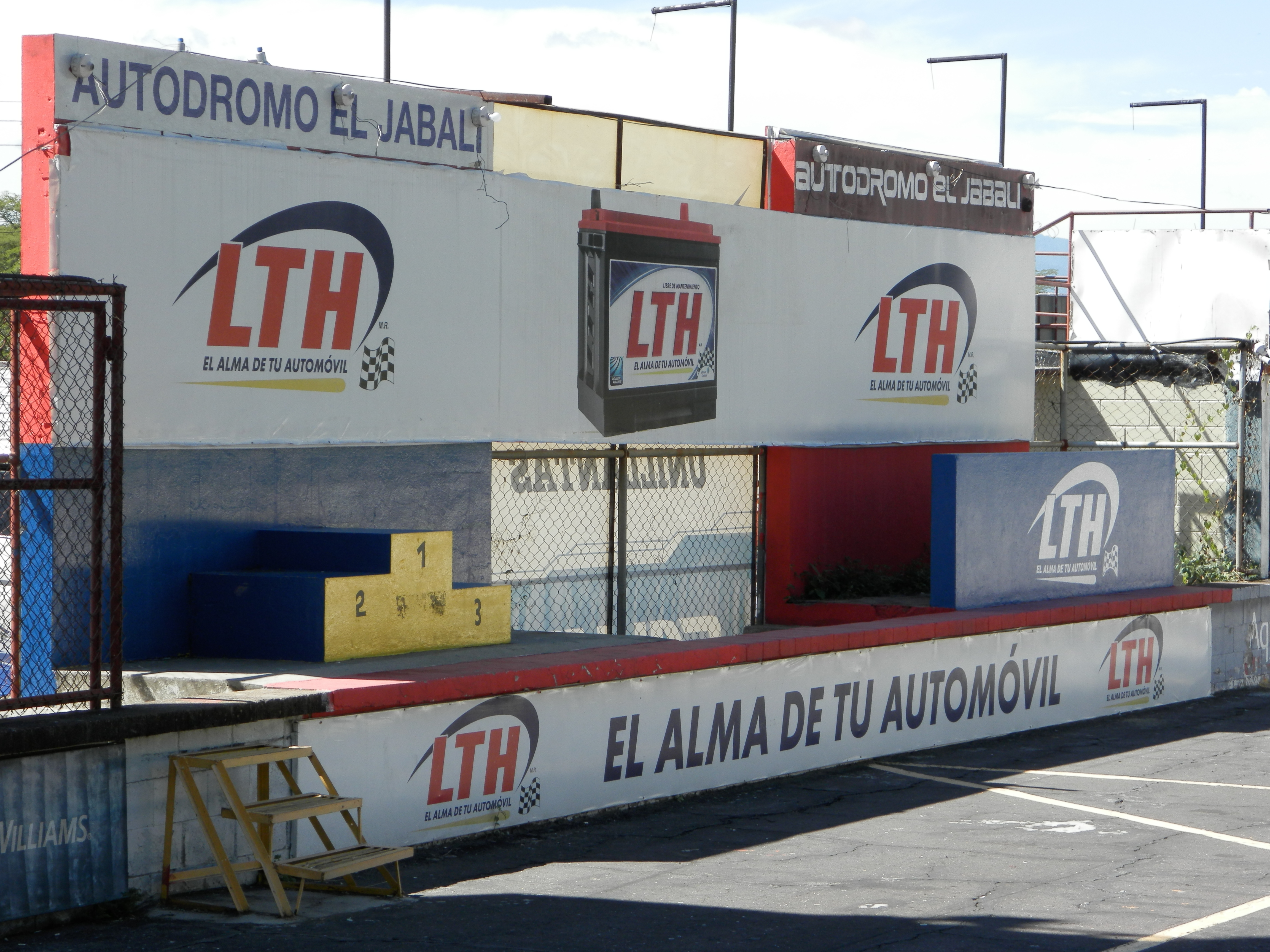
Podium de ganadores
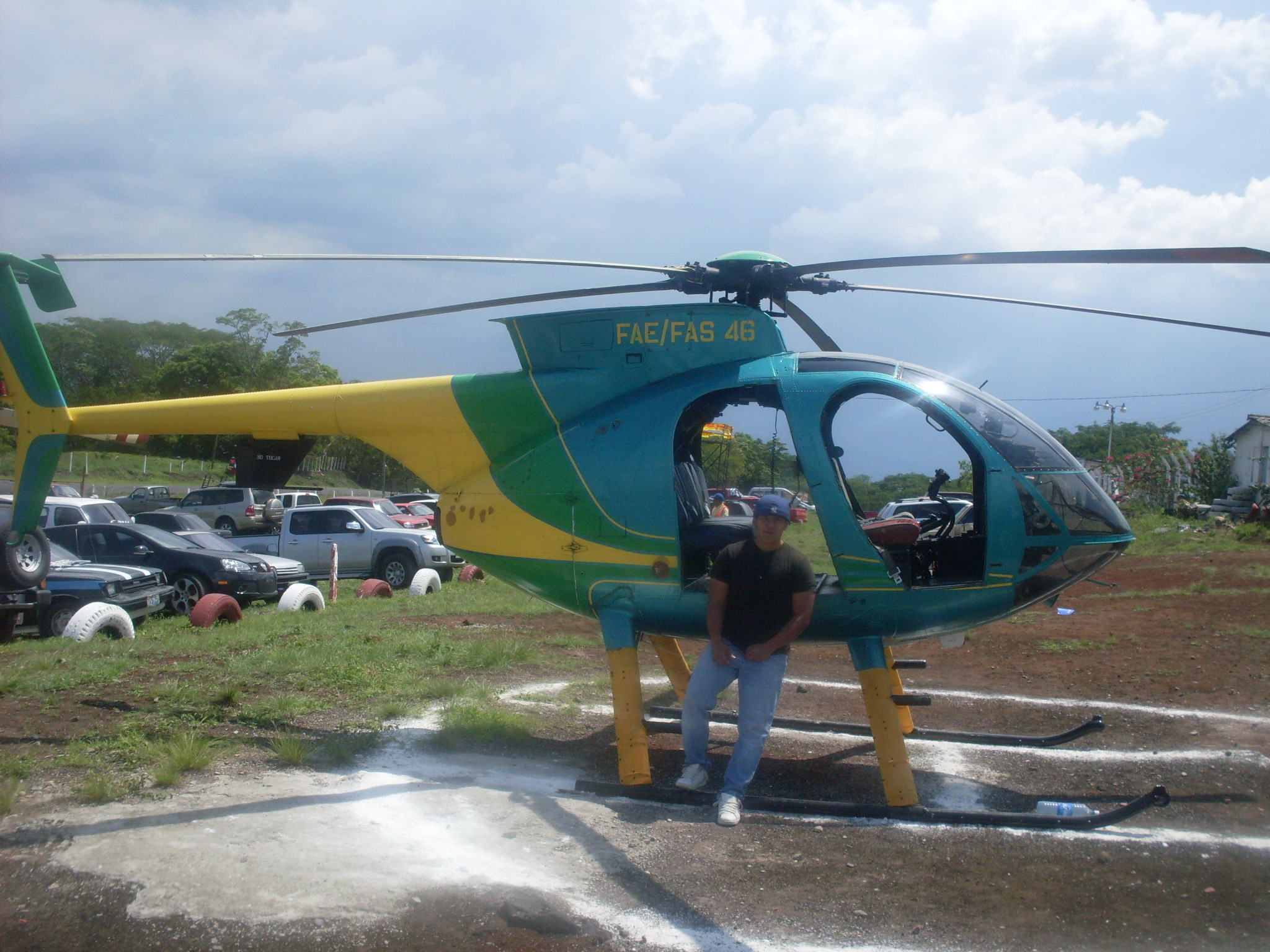
Helicóptero en el helipuerto del Autódromo